# 春延朋也
春延 朋也（はるのべ ともや、1947年3月13日 - ）は、日本の俳優。東京都出身。身長 172 cm。体重 63 kg。うお座。宝井プロジェクト所属。靴のサイズ 25.5 cm。

## 人物
趣味は海外旅行。特技は英会話。
明治大学卒業。
2013年9月18日時点で3人の孫がいる。

## 出演

### テレビドラマ

#### NHK
- 大河ドラマ
  - 翔ぶが如く 第20話（1990年5月27日） - 久助 役[11]
  - 秀吉 第29話（1996年7月21日） - 連衆 役
  - 武蔵 MUSASHI 第41話・第45話・第47話・第48話（2003年10月12日・11月9日・11月23日・11月30日） - 又八の使用人 役[12]
- 連続テレビ小説
  - 君の名は 第76話（1991年6月27日）[13]
  - かりん 第59話（1993年12月10日）[14]
  - あぐり 第14話（1997年4月22日） - 民子の父 役[15][16][17][18]
- チロルの挽歌 前編（1992年4月11日）[19]
- 十時半睡事件帖（1994年9月16日 - 1995年3月17日） - 番屋の男 役[20]
- 百年の男（1995年10月21日）[21]
- 結婚前夜 第3話（1998年8月5日）[22]
- 必要のない人 第1話（1998年10月7日）[23]
- しくじり鏡三郎 第1話（1999年4月2日）[24]
- セカンドバージン 最終話（2010年12月14日）[25]
- 桜ほうさら 第1話（2014年1月1日） - 町医者 役[26]
- 昭和元禄落語心中 第7話（2018年11月23日） - ご隠居 役

#### 日本テレビ
- 刑事貴族2 最終話（1991年3月20日）
- パパっ子ちゃん（1993年3月29日 - 6月25日） - 運転試験場の教官 役[27]
- 寝たふりしてる男たち（1995年1月12日 - 3月9日） - 会社役員 役[28]
- 恋も2度目なら 第5話（1995年2月8日） - タクシードライバー 役[29]
- 火曜サスペンス劇場
  - 弁護士・朝日岳之助 第8作（1996年7月16日）[30]
  - 追跡 第3作（1998年3月10日）
  - 外科医有森冴子（2000年1月4日） - 西 役
- ストーカー 逃げ切れぬ愛 第1話（1997年1月6日）[31]
- 奇跡の人 第9話（1998年12月7日）[32]
- 甘い生活。（1999年7月7日 - 9月22日） - 居酒屋のおじさん 役[33]
- 新・俺たちの旅 Ver.1999（1999年7月3日 - 9月11日） - サラリーマン 役
- 獅子女 第1話（2001年4月30日） - 田口 役[34]
- 仔犬のワルツ 第7話（2004年5月29日） - 管理人 役[35]
- 87% 第8話（2005年3月2日）[36]
- 課長島耕作（2008年6月25日）[37]
- 霧の火 樺太・真岡郵便局に散った九人の乙女たち（2008年8月25日） - 井上陽一 役
- ビンタ!〜弁護士事務員ミノワが愛で解決します〜 第3話（2014年10月16日）
- ウチの夫は仕事ができない 第5話（2017年8月5日）[38]
- サバイバル・ウェディング 第6話（2018年8月16日） - おじいちゃん 役
- ドロ刑 -警視庁捜査三課- 第6話（2018年11月17日）
- ボイスII 110緊急指令室 最終話（2021年9月25日） - 横須賀フロントタワーの住民 役[39]

#### TBS
- ADブギ 最終話（1991年12月20日）[40]
- 電光超人グリッドマン 第28話（1993年10月16日） - タクシーの運転手 役[注 2]
- 人間・失格〜たとえばぼくが死んだら 第6話（1994年8月12日）[41]
- 私の運命 第17話（1995年2月21日）[42]
- セカンド・チャンス 最終話（1995年6月30日）[43]
- 3年B組金八先生 第4シリーズ 第10話（1995年12月14日） - 広島洋一郎 役[44]
- 若葉のころ 第1話（1996年4月12日）[45]
- カミさんなんかこわくない 第3話（1998年4月26日）[46]
- めぐり逢い 第4話（1998年5月1日）[47]
- ひとりぼっちの君に 第9話（1998年8月27日）[48]
- ママチャリ刑事 第10話（1999年3月11日）[49]
- 月曜ドラマスペシャル 十津川警部 第20作（2000年10月2日） - 彫物師 役[50]
- ビッグウイング 第2話（2000年1月19日）[51]
- 新・天までとどけ 第2シリーズ 第20話（2001年3月23日） - くじ引き会場係員 役
- 月曜ミステリー劇場 カードGメン・小早川茜 第5作（2003年2月10日） - マンションの管理人 役[52]
- 告白〜私がサリンを撒きました オウム10年目の真実（2004年3月5日）
- 水曜プレミア 獄窓記（2005年4月20日）[53]
- 広島 昭和20年8月6日（2005年8月29日）[54][55]
- 鉄板少女アカネ!! 第7話（2006年11月26日）[56]
- 三代目のヨメ! 第7話（2008年1月15日）
- エジソンの母 第4話（2008年2月29日）[57]
- Around40〜注文の多いオンナたち〜 第1話・最終話（2008年4月11日・6月20日） - 患者 役
- 小公女セイラ 第5話（2009年11月14日）[58]
- JIN-仁- 完結編 第1話（2011年4月17日） - 三条実美 役[59]
- ATARU 第1話（2012年4月15日）[60]
- TAKE FIVE〜俺たちは愛を盗めるか〜 第8話（2013年6月7日） - ホームレス 役[61]
- ホワイト・ラボ〜警視庁特別科学捜査班〜 第3話（2014年4月28日）
- 家族ノカタチ 第1話（2016年1月17日）
- 大恋愛〜僕を忘れる君と 第6話（2018年11月16日） - マンションの管理人 役
- インハンド 最終話（2019年6月21日）
- Heaven?〜ご苦楽レストラン〜 第6話（2019年8月13日） - 老人 役
- 4分間のマリーゴールド 第1話（2019年10月11日） - 菅原 役 [62][63]
- テセウスの船 第6話（2020年2月23日） - 内海拓郎 役
- 笑うマトリョーシカ 第8話（2024年8月16日） - 周 役[64]
- 御上先生 第6話・第7話（2025年2月23日・3月2日） - 椎葉春乃の祖父 役[65]

#### フジテレビ
- 世にも奇妙な物語
  - 「血も涙もない」（1992年4月16日）[66]
  - 「夢のつづき」（1995年1月4日）[67]
  - 「最期の瞬間」（2000年3月27日） - 警官上司 役[68]
  - 「美人税」（2016年5月28日） - コメンテーター 役[69]
- この世の果て 第11話（1994年3月21日） - 火葬場職員 役[70]
- お金がない! 第6話（1994年8月10日）[71]
- 金曜エンタテイメント
  - 美味しんぼ 第2作（1995年1月20日）[72]
  - 名古屋嫁入り物語 第9作（1997年7月4日）[73]
- 将太の寿司 第2話（1996年4月26日）[74]
- ゆずれない夜（1996年10月15日 - 12月17日）[75]
- ナースのお仕事 第2シリーズ 第6話（1997年11月18日）[76]
- シングルス 第9話（1997年12月9日）[77]
- 古畑任三郎スペシャル 第4作（1999年4月6日） - ガードマン 役[78]
- ナオミ 第8話（1999年6月2日）[79]
- 花村大介 第3話（2000年7月18日） - 警官 役[80]
- はるちゃん 第4シリーズ 第37話（2000年5月23日）
- 御就職（2001年11月25日）
- Fighting Girl 第3話（2001年） - 警官 役[81]
- 真珠夫人 第34話（2002年5月16日） - 修繕屋 役[82]
- 新・愛の嵐 第11話・第19話（2002年7月15日・7月25日） - 太吉 役[83]
- 海のオルゴール（2003年6月28日）[84]
- 僕と彼女と彼女の生きる道 第1話（2004年1月6日）[85]
- 牡丹と薔薇 第41話（2004年3月1日）[86]
- アットホーム・ダッド 第9話（2004年6月8日） - 質屋 役[87]
- こんな女は嫌われる「口うるさい女」（2005年1月5日）
- ダンドリ。〜Dance☆Drill〜 第9話（2006年9月5日） - 店主 役[88]
- 嫌われ松子の一生（2006年10月12日 - 12月21日） - しまづの客 役
- 金曜プレステージ 気象予報士・大沢富士子の事件ファイル（2007年11月16日）[89]
- 白と黒 第35話（2008年8月18日）
- ハチワンダイバー 第3話（2008年5月17日） - アマチュア棋士 役
- ヴォイス〜命なき者の声〜 第3話（2009年1月26日） - 交番の警察官 役[90]
- 任侠ヘルパー 第7話 - 最終話（2009年8月20日 - 9月27日） - 明智 役[91]
- さくら心中 第44話 - 第48話（2011年3月14日 - 3月18日） - 杜氏 役[92]
- ストロベリーナイト 第10話（2012年3月13日）[93]
- リーガル・ハイ 第1シリーズ 第7話（2012年5月29日）[94]
- Oh,My Dad!! 第10話（2013年9月12日）[95]
- 神様のベレー帽 （2013年9月24日）[96]
- HEAT 第4話（2015年7月28日）[97]
- 金曜プレミアム 外科医 鳩村周五郎 第14作（2016年6月24日） - 療養所の従業員 役[98]
- 真昼の悪魔 第1話・第4話（2017年2月4日・2月25日） - 患者 役
- 限界団地 第6話 - 最終話（2018年7月14日 - 7月28日） - 団地の住人 役
- 絶対正義 第2話 - 第4話（2019年2月9日 - 2月23日） - 矢沢の父 役
- 隕石家族 第1話 - 第7話（2020年4月11日 - 5月23日） - 朝倉武夫 役

#### テレビ朝日
- メタルヒーローシリーズ
  - 特救指令ソルブレイン 第9話（1991年3月17日） - 美穂の父 役
  - ビーファイターカブト 第9話（1996年4月28日） - 師匠 役
- 鳥人戦隊ジェットマン 第16話（1991年5月31日） - 医師 役
- 湯けむり女子大生騒動（1994年2月15日 - 3月15日）
- はぐれ刑事純情派 第7シリーズ 第1話（1994年4月6日）[99]
- 嫁の出る幕 第2話（1994年7月21日）[100]
- 風の刑事・東京発! 第7話（1995年11月29日）[101]
- 闇のパープル・アイ 第5話（1996年7月29日）[102]
- はみだし刑事情熱系
  - 第1シリーズ 第6話（1996年11月20日）[103]
  - 第2シリーズ 第20話（1998年3月4日）[104]
- 味いちもんめスペシャル 第1作（1997年1月2日）[105]
- 流れ板七人 第4話（1997年2月6日）[106]
- ガラスの仮面 第1シリーズ 第10話（1997年9月8日）[107]
- 土曜ワイド劇場
  - 車椅子の弁護士・水島威 第4作（1997年） - 洋子のマンションの管理人 役[108]
  - おとり捜査官・北見志穂 第4作（2001年12月22日） - 管理人 役[109]
  - お祭り弁護士・澤田吾朗 第2作（2002年1月12日） - 守衛 役[110]
  - タクシードライバーの推理日誌 第19作（2004年10月30日）[111]
  - 眠る骨（2006年7月22日） - 管理人 役[112]
  - 警視庁電話指導官〜深川真理子の事件簿（2008年6月7日）[113]
- 可愛いだけじゃダメかしら? 第4話（1999年2月1日）[114]
- 恋愛詐欺師（1999年10月21日 - 12月23日） - 父 役
- そして、友だち（2000年1月8日）[115]
- 墓標の町（2000年9月30日）[116]
- お前の諭吉が泣いている（2001年1月11日 - 3月15日） - 写真屋 役
- 恋人はスナイパー（2001年10月11日） - 中国軍体育局長 役[117]
- 恋は戦い! 最終話（2003年3月13日）[118]
- 動物のお医者さん 最終話（2003年6月26日） - 三浦 役[119]
- 相棒
  - season3 第14話（2004年2月16日） - 清掃員 役[120]
  - season5 第17話（2007年2月14日） - 中道信郎 役[121]
  - season7 第1話（2008年10月22日） - ホームレス 役[122]
  - season12 第17話（2014年3月5日） - 大家 役
  - season21 第16話（2023年2月8日） - 小田島謙三 役
  - season23 第4話（2024年11月6日） - 沖田富雄 役
- 「時効警察」第5話（2006年2月10日）[123]
- 警視庁捜査一課9係 第7シリーズ 第9話（2013年8月29日）
- 遺留捜査スペシャル 第3作（2014年10月19日） - 田代 役[124]
- 家政夫のミタゾノ 第1シリーズ 第7話（2016年12月2日） - 大村大蔵 役
- 僕とシッポと神楽坂 第6話・最終話（2018年11月16日・11月30日）[125]
- 東京独身男子 第6話（2019年5月25日） - 袴田 役
- 刑事7人 第7シリーズ 第5話（2021年8月18日） - 老人 役[126][127]
- 愛しい嘘〜優しい闇〜 第3話（2022年1月28日）
- いつか、ヒーロー 第5話（2025年5月11日、朝日放送テレビ） - 老人施設入所者・山野 役[128]

#### テレビ東京
- 刑事追う! 第23話（1996年9月9日）[129]
- 超星神グランセイザー 第24話（2004年7月24日） - 雑貨屋店員 役
- ウルトラシリーズ
  - ウルトラQ dark fantasy 第6話（2004年5月11日） - 山井の上司 役
  - ウルトラマンタイガ 第7話（2019年8月17日） - 老人 役[130]
- 水曜ミステリー9
  - 嘘の証明 犯罪心理分析官・梶原圭子 第3作（2013年10月23日） - 小宮山のアパートの管理人 役[131]
  - 逆転弁護士ヤブハラ 第2作（2015年10月7日） - 裁判長 役[132]
- 警視庁ゼロ係〜生活安全課なんでも相談室〜 第2シリーズ 第6話（2017年9月1日） - 塚本 役[133][134]
- 記憶捜査〜新宿東署事件ファイル〜 第1シリーズ 第2話（2019年1月25日） - 磯島伸介 役 [135]
- 孤独のグルメ Season9 第2話（2021年7月17日） - 客の老夫婦・夫 役[136]
- 闇バイト家族 第9話 - 第11話（2024年3月2日 - 16日、テレビ東京） - シャオシェン 役
- ダブルチート 偽りの警官 Season1 第4話（2024年5月17日、テレビ東京・WOWOW） - 犬の散歩中の男性 役[137]

#### その他（テレビドラマ）
- キャロリング〜クリスマスの奇跡〜 第4話（2014年11月25日、NHK BSプレミアム）[138]
- 赤ひげ 第1シリーズ 第1話・第4話・第7話（2018年11月3日・11月24日・12月15日、NHK BSプレミアム）[139][140]
- オペレーションZ〜日本破滅、待ったなし〜 第1話（2020年3月15日、WOWOW） [141][142]

### 配信ドラマ
- シグナル 長期未解決事件捜査班 チェインストーリー 第2.5話（2018年4月17日、GYAO!）
- 「純喫茶に恋をして」第9話（2020年3月4日、FOD） - 客 役[143]
- 「レッドアイズ 監視捜査班 The First Mission（2021年3月20日、Hulu）[144][145]

### ラジオドラマ
- 蒲生邸事件（1999年2月15日 - 2月26日、NHK-FM） - 通行人 役

### 再現
- NNNドキュメント「三菱自動車「リコール隠し」の真実」（2004年7月25日、日本テレビ）[146]
- 痛快TV スカッとジャパン 第185回（2019年11月25日、フジテレビ）「クレープ屋に並んでいた祖父がかっこよかった」 - 祖父 役[147]

### その他
- 兵庫県人権啓発ビデオ「ヒーロー」[148]（2013年）

### 映画
- ライクファーザー・ライクサン（時期不明） - 病院院長 役
- まあだだよ（1993年4月17日） - 生徒 役
- 大病人（1993年5月29日） - 患者 役
- 帰って来た木枯紋次郎（1993年11月20日） - 一揆の百姓 役[149]
- 集団左遷（1994年10月29日） - 社員 役
- きけ、わだつみの声 Last Friends（1995年6月3日） - 植村一等兵 役
- 英二（1999年5月1日）
- あつもの（1999年10月30日）
- 無問題（1999年11月27日）
- Laundry（2002年3月9日）
- 命（2002年9月19日）
- 宣戦布告（2002年10月5日） - 外事課署員 役
- 13階段（2003年2月8日） - 地裁裁判長 役
- 天使の牙B.T.A.（2003年8月23日） - 医師 役
- 感染列島（2009年1月17日）
- 神様のカルテ（2011年8月27日） - 田川仁 役
- PIECE 〜記憶の欠片〜（2012年9月1日）
- あやしい彼女（2016年4月1日）